# Allmän gråbroms
Allmän gråbroms (Tabanus bromius) är en tvåvingeart som beskrevs av Carl von Linné 1758. Allmän gråbroms ingår i släktet Tabanus och familjen bromsar. Arten är reproducerande i Sverige. Inga underarter finns listade i Catalogue of Life.
Denna broms blir 11 till 16 mm lång. Huvudet kännetecknas av stora grönaktiga ögon. På det gråa segmentet i mitten förekommer fem mörka tvärstrimmor. Det bakre segmentet har ljusgråa tvärstrimmor eller gulgråa fläckar på mörkare grå grund. Några exemplar har ett avvikande mönster.
Allmän gråbroms är främst aktiv under den varma årstiden. Den hittas i skogar och i öppna landskap. Födan utgörs främst av pollen från olika blommor. Energin för äggläggningen får honorna genom att suga blod från hästar, nötkreatur och hjortar. Ibland drabbas en människa.
I Europa förekommer arten nästan överallt. För Island, Nordirland, Korsika, den grekiska övärlden och Vitryssland saknas utbredningsdata. I Sverige når arten upp till Ångermanland.

## Bildgalleri

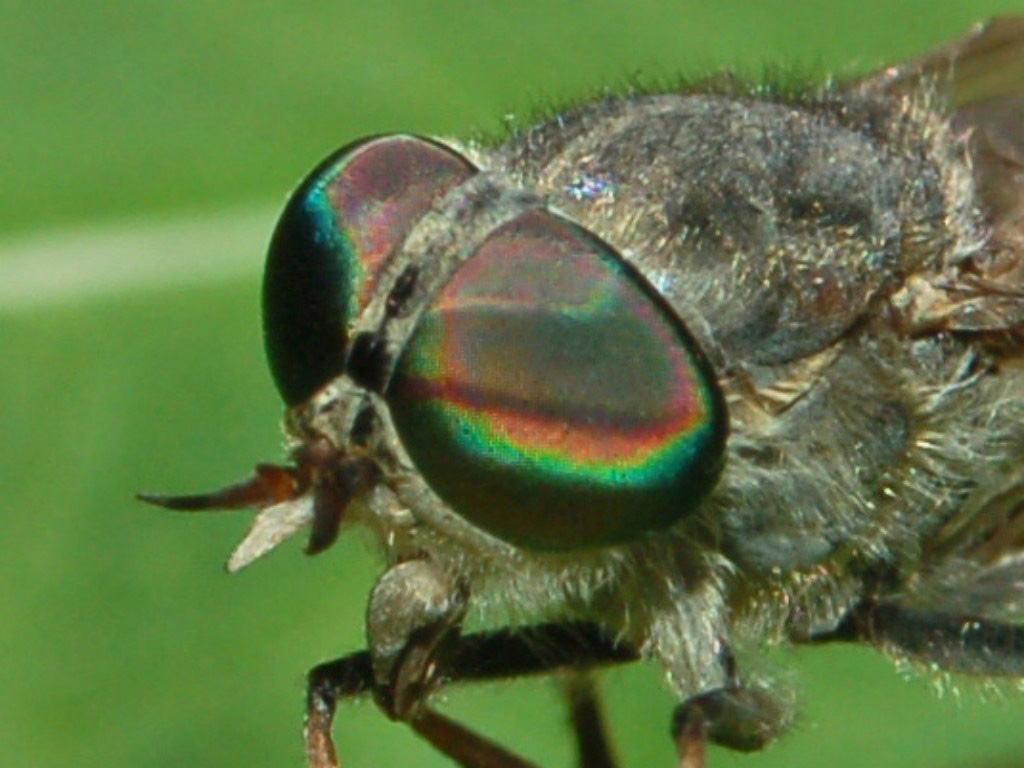
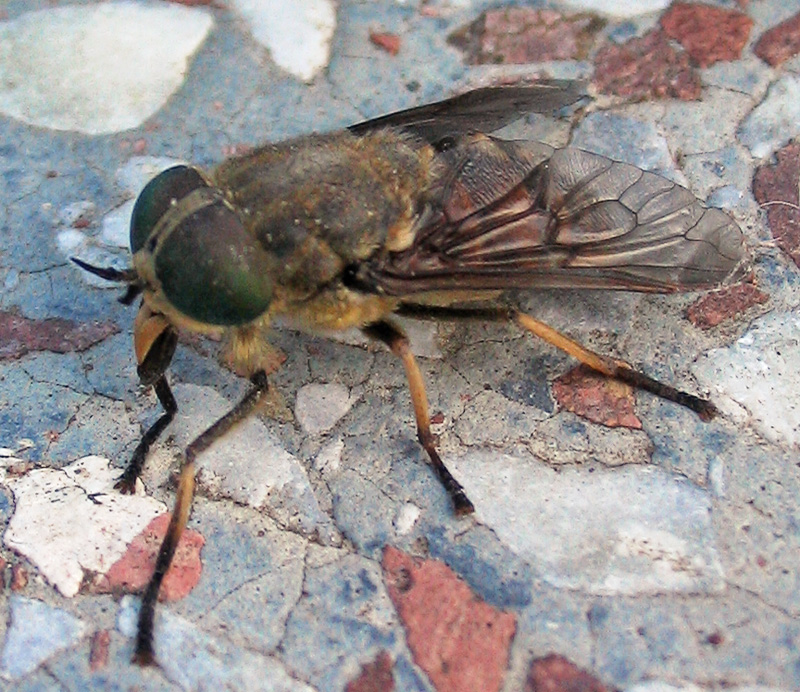